# Gebre Meskel Lalibela
Gebre Meskel (amh. ገብረ መስቀል, co znaczy Sługa Krzyża, lub Niewolnik Krzyża, lepiej znany ze swojego przydomka Lalibela, amh. ላሊበላ, co znaczy w starszej odmianie języka plemienia Agau pszczoły uznają jego zwierzchnictwo, lub prościej pszczoły się go słuchają) – król (według niektórych źródeł cesarz) Etiopii, rządzący na przełomie XII i XIII wieku. Pochodził z dynastii Zague i jest powszechnie uważany za jej najwybitniejszego władcę.

## Pochodzenie
W przeciwieństwie do pozostałych monarchów dynastii Zague z prowincji Lasta, na temat króla Gebre Meskela Lalibeli zachowało się bardzo dużo informacji w źródłach pisanych. Według etiopskiego historyka Tadesse Tamrata, Lalibela był synem Akotieta Dżana Syjuma i bratem Kedusa Harbe. Zgodnie z tradycją król Lalibela panował przez czterdzieści lat. Według Getachewa Makonnena Hasena, czas jego panowania przypada na lata 1181–1221. Najbardziej znanym dokonaniem Lalibeli jest zlecenie budowy monolitycznych kościołów. Jest on również uważany za świętego przez Etiopski Kościół Ortodoksyjny.

## Młodość
Król Lalibela urodził się w Adefa lub Roha (później nazwane na jego cześć od imienia) w 1162 roku. Późniejszy król otrzymał imię "Lalibela" ze względu na rój pszczół, który miał go otoczyć w dniu narodzin, co jego matka odczytała jako zapowiedź przyszłego panowania jako władca Etiopii. Zgodnie z tradycją, w młodości Lalibela udał się na wygnanie z powodu wrogości swojego wuja Tette Uyddyma Tser Asseggyda i brata Kedusa Harbe. Był również prawie otruty przez swoją przyrodnią siostrą. Z racji iż Lalibela doszedł do władzy za życia brata, etiopski historyk Taddesse Tamrat podejrzewał, że król doszedł do władzy przy pomocy siły zbrojnej. W tych czasach między braćmi nierzadko dochodziło nierzadko do walki o tron, czego przykładem mogą być działania ze strony Dżana Syjuma pokolenie wcześniej.

## Nowa Jerozolima

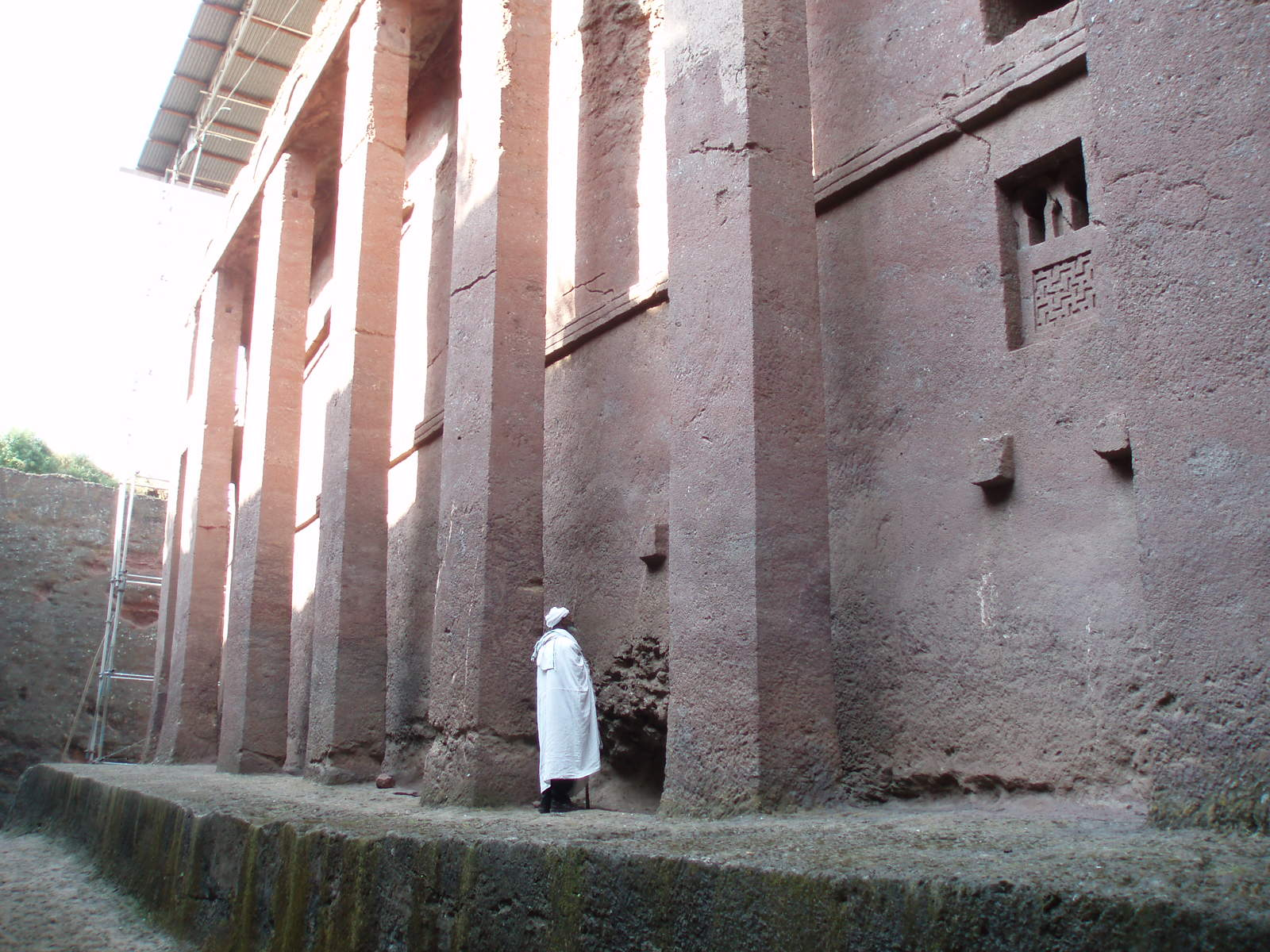
Człowiek stojący pod ścianą świątyni Bete Medhane Alem, prawdopodobnie największego kościoła monolitycznego na świecie.

Według jednej z legend Lalibela miał wizję w której zobaczył Jerozolimę, a następnie spróbował zbudować nową Jerozolimę jako swoją stolicę, co miało być odpowiedzią na zdobycie starej Jerozolimy przez muzułmanów w 1187 roku. Odzwierciedleniem tej tradycji może być fakt, iż wiele miejsc w mieście Lalibela ma biblijne nazwy, w tym rzeka miasta znana jako Jordan. Miasto wzniesione przez władcę pozostało stolicą Etiopii od końca XII do XIII wieku.

## Polityka zagraniczna

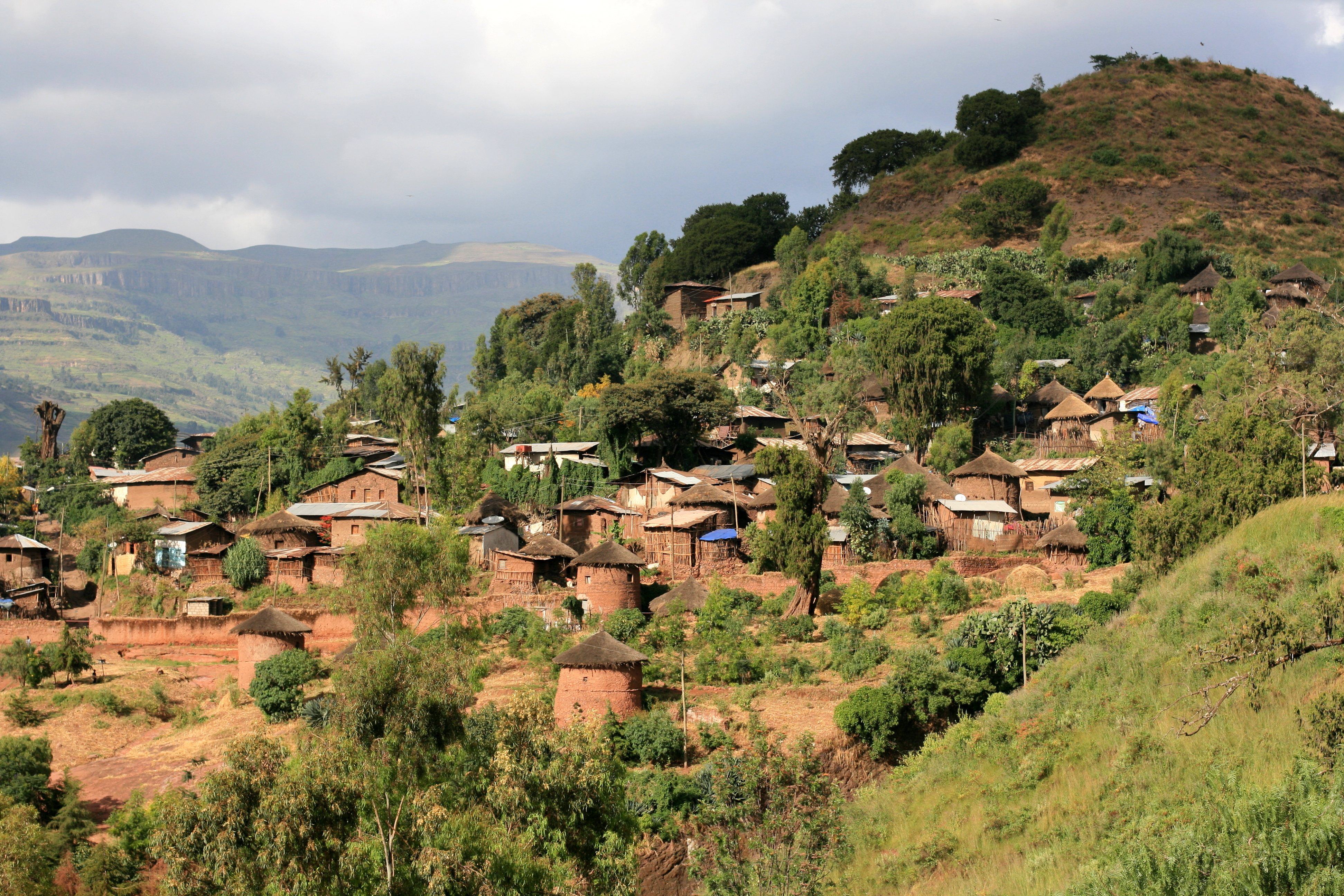
Panorama miasta Lalibela.

Lalibeli przypisuje się prowadzenie polityki szantażu w stosunku do muzułmanów. Polityka ta miała polegać na straszeniu północnych sąsiadów odwróceniem biegu rzeki Nil poprzez wybudowanie wielkiej tamy, co z pewnością doprowadziłoby do ruiny na przykład ziemie położone w dzisiejszym Sudanie i ajjubidzki Egipt. Prawdopodobnie tego typu groźby zapewniły chrześcijańskiej Etiopii pokojowe współżycie z muzułmańskimi sąsiadami. Za czasów Lalibeli Etiopia utrzymywała również stosunki z Egiptem sułtana Saladyna i chrześcijańskim Królestwem Jerozolimy, co wpływało na rozwój kultury kraju. Polityka pokojowych relacji z Egiptem przyniosła rezultaty w 1203, gdy na prośbę Lalibeli sułtan Egiptu interweniował na rzecz etiopskich mnichów przebywających w Ziemi Świętej. Lalibela prowadził również zwycięskie walki z żydowskim plemieniem Felaszów, oraz władcami Godżamu i Damot. W 1210 roku dwór władcy odwiedził koptyjski patriarcha Aleksandrii Jan VI. Włoski orientalista Carlo Canto Rossini opublikował kilka nadań ziemskich, które przetrwały z czasów panowania króla Lalibeli.

## Żona

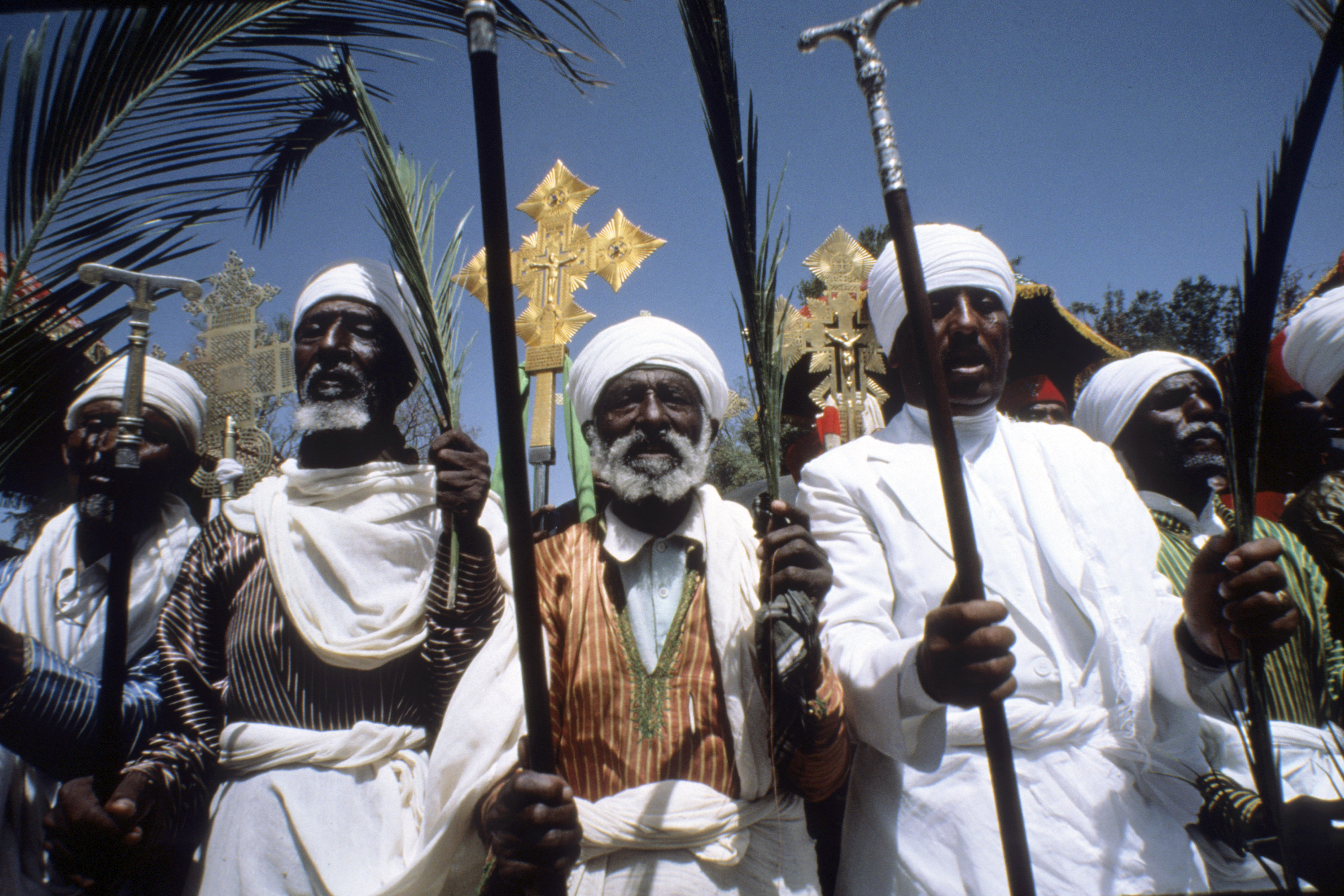
Obecnie kościoły Lalibeli są celem procesji i pielgrzymek.

Żoną Lalibeli była Meskel Kibra (co znaczy "Chwała Krzyża"), której imię przetrwało w tradycji. Skłoniła ona abune Mikaela, aby jej brat Hirun został biskupem. Kilka lat później abuna wyjechał z Etiopii do Egiptu i twierdził, że Hirun uzurpował swoją władzę. Inna tradycja przekazuje, że Kibra przekonała swojego męża do abdykacji na rzecz jego bratanka Neakuyto Loaba, ale po osiemnastu miesiącach jego złych rządów przekonała Lalibelę aby ten wrócił na tron. Bezpośrednim powodem wedle legendy miało być skąpstwo następcy w postaci podania na królewski stół wołowiny pochodzącej z krowy pewnego biednego rolnika. Taddesse Tamrat sądził, że koniec panowania Lalibeli nie był spokojny i do władzy siłą doszedł Loab, którego panowanie zostało zakończone przez syna Lalibeli, Jytbareka. Getachew Mekonnen przypisuje Meskel Kibrze wzniesienie jednego z kościołów wykutych w skale, Bet Abba Libanos, zbudowanym jako pomnik dla Lalibeli po jego śmierci.

## Synaksariusz
O życiu Lalibeli i jego rzekomych nadprzyrodzonych zdolnościach traktuje Synaksariusz, czyli księga liturgiczna zawierająca żywoty świętych: 

Jest to dzień błogosławionego i czystego, oglądającego tajemnice niebios Lalibeli - króla Etiopii. Od urodzenia chowali go rodzice w bojaźni bożej. A gdy dorósł do lat męskich, król - jego brat starszy - usłyszał, że jemu właśnie przypadnie w udziale tron i królestwo. Ogarnęła go zazdrość i wezwał do siebie Lalibelę. Przybył więc Lalibela i stanął przed bratem, a ten rzucił nań oskarżenie i skazał go na ciężką chłostę od godziny dziewiątej rano do trzeciej po południu. Po czym znów zawezwał go przed siebie, a gdy Lalibela stanął przed jego obliczem, zdumiał się król i żołnierze widząc, że nic mu się nie stało. Strzegł go bowiem Anioł Pański. - Wybacz mi, bracie, com ci uczynił - rzekł mu król, po czym zapanowała między nimi zgoda i pokój.
A Bóg wejrzał na jego męczeństwo w owym dniu i dał mu dziedzictwo i królestwo. Pojął, że upodobał go sobie Bóg, i gdy zasiadł na tronie, obdarzył bogato biednych i potrzebujących. Bóg zaś, widząc stałość jego miłości, ukazał mu anioła, który we śnie przywiódł go przed oblicze Boże. Bóg pokazał mu jak ma zbudować dziesięć kościołów, każdy zaś inny. A gdy spełnił wskazania Boże i zbudował owe kościoły, dziedzicem królestwa mianował swego bratanka i zmarł w pokoju.
Chwała Lalibeli, który genialnie budował świątynie
W suchym kamieniu, bez wilgotnego lepiszcza.
To pszczoły, aby wskazać należną mu władzę,
Otoczyły go rojem w chwili urodzenia,
Jego - radość królów i ludu, podobnie jak miód

## Kościoły monolityczne

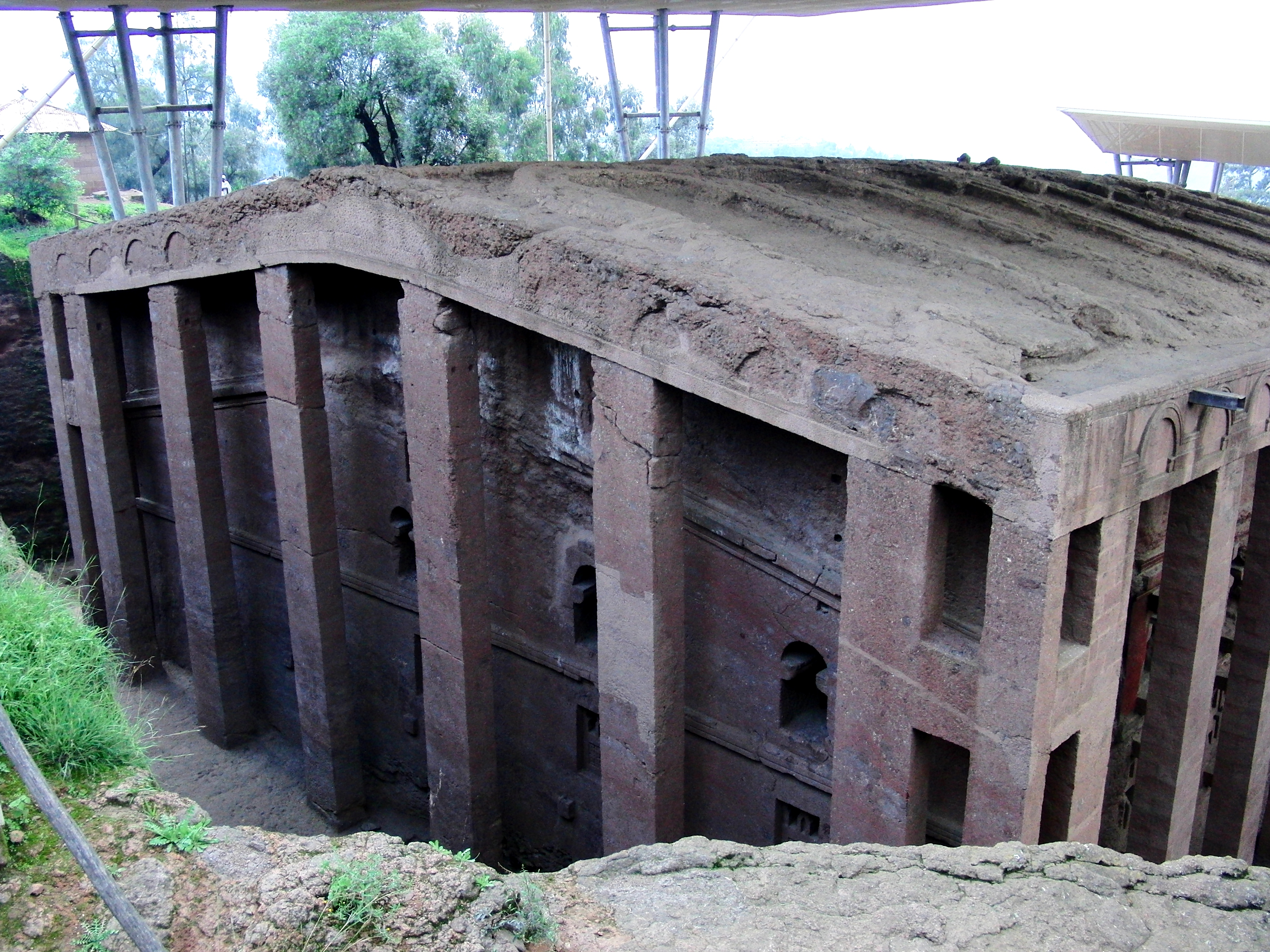
Bete Medhanie Alem

Monolityczne świątynie wzniesione z inspiracji Lalibeli są przykładem jednego z najwyższych poziomów architektonicznej techniki i stanowią kontynuację tak zwanego stylu aksumskiego. Zostały wybudowane w terenie górzystym. Szczegóły na temat ich budowy nie przetrwały do dzisiejszych czasów. Według hagiografii króla, zatytułowanej Gadla Lalibela w wykuwaniu dzieła miały pomagać zesłane z niebios anioły. Pewne jest natomiast, że na samym początku odkryto pokryte ziemią skały, a następnie wykuto je na zewnątrz, później zaś w środku. Ołtarze również wyciosane są z surowego bloku skalnego. Liczba świątyń Lalibeli wynosi dwanaście. Największym z kościołów jest Medhanie Alem, czyli kościół Zbawiciela, posiadający wymiary 33,5 na 23,5 metrów. W tej budowli zgodnie z ludową tradycją Jezus miał pobłogosławić władcę. Tam również miał być pochowany architekt całego kompleksu, Sidi Meskel. Z kolei najbardziej rozpoznawalnym kościołem Lalibeli jest Kościół Bet Gijorgis, wpisany na listę światowego dziedzictwa UNESCO.

## Fotografie kościołów

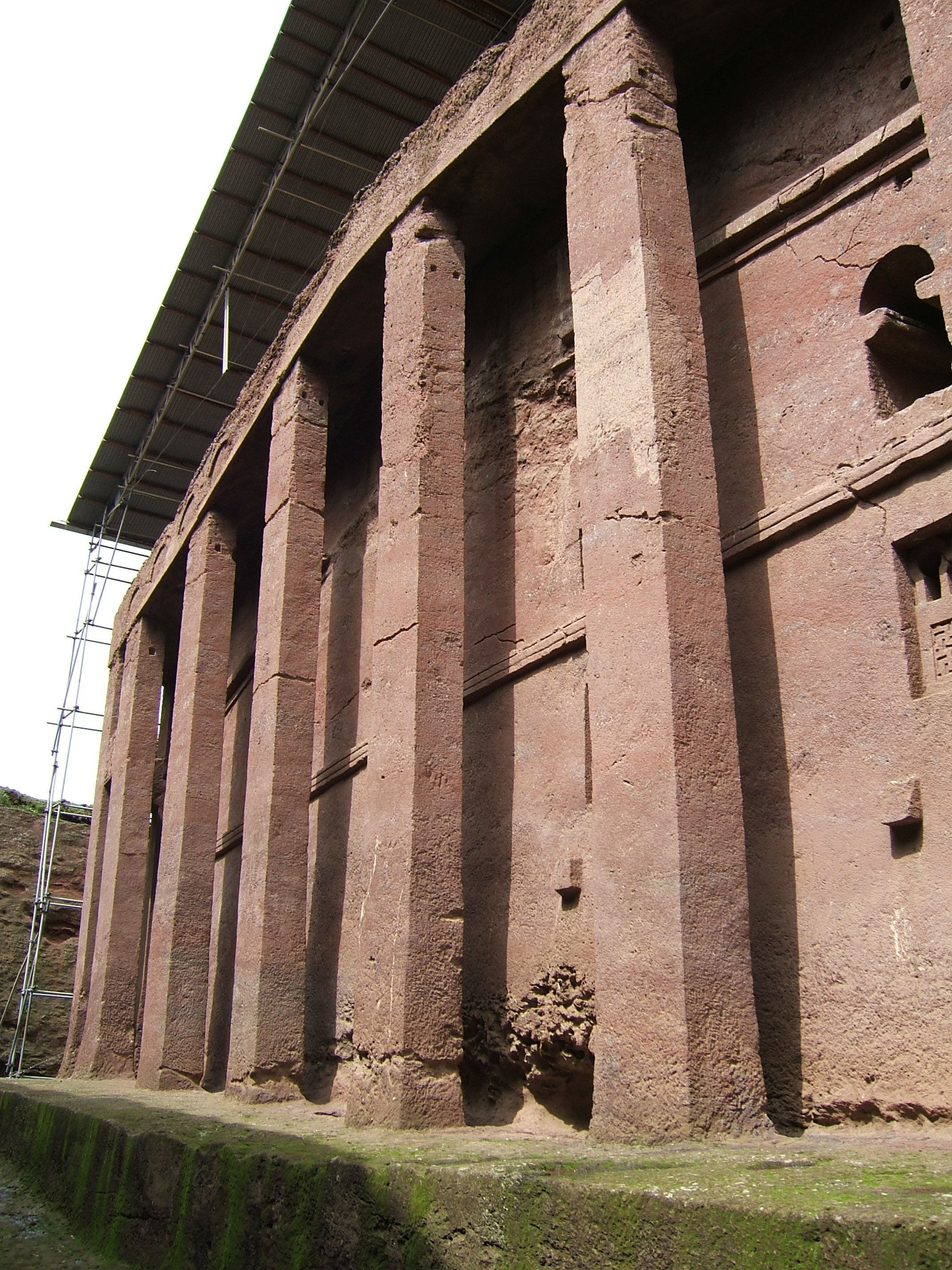
Biete Medhani Alem
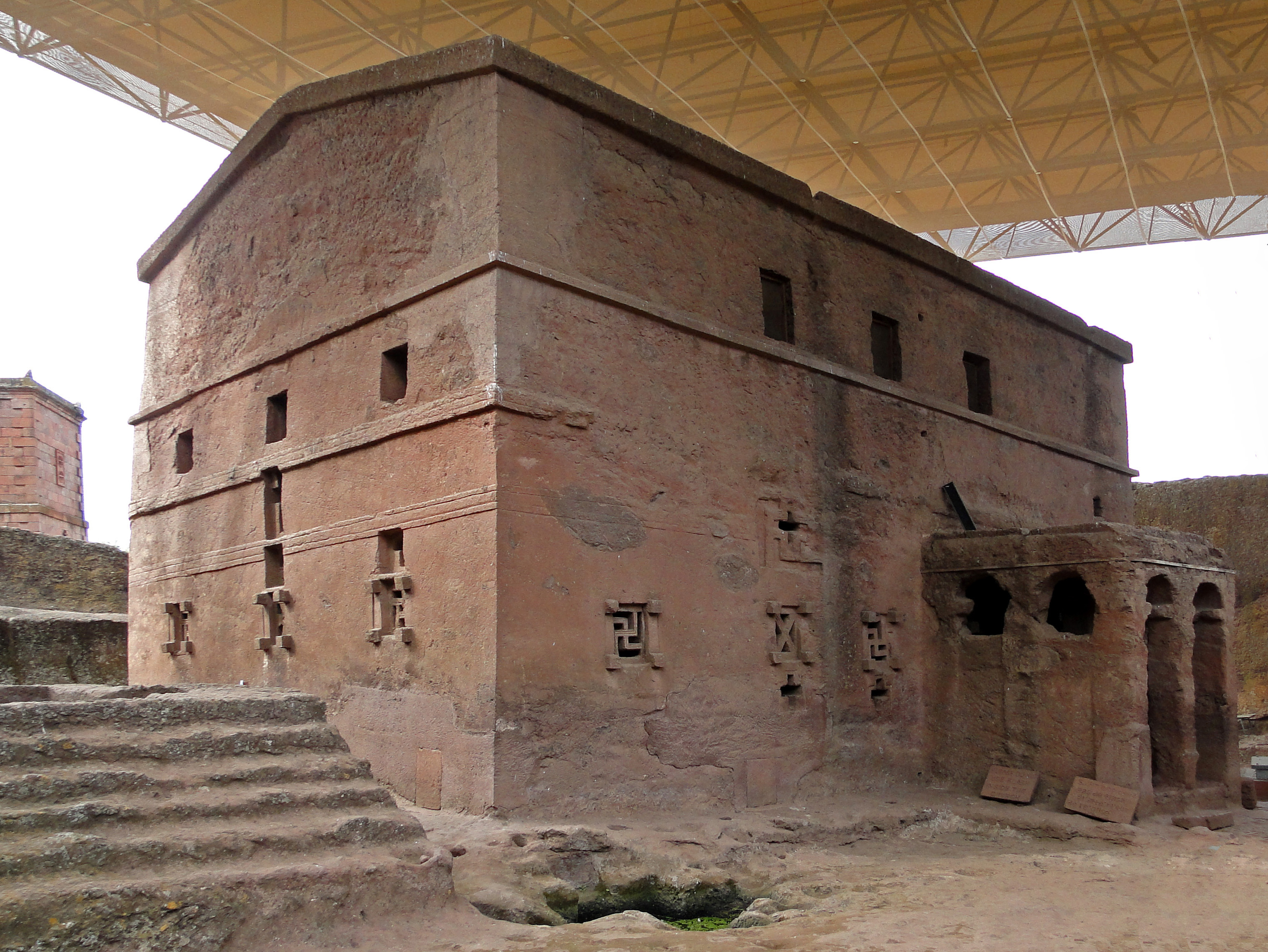
Biete Mariam
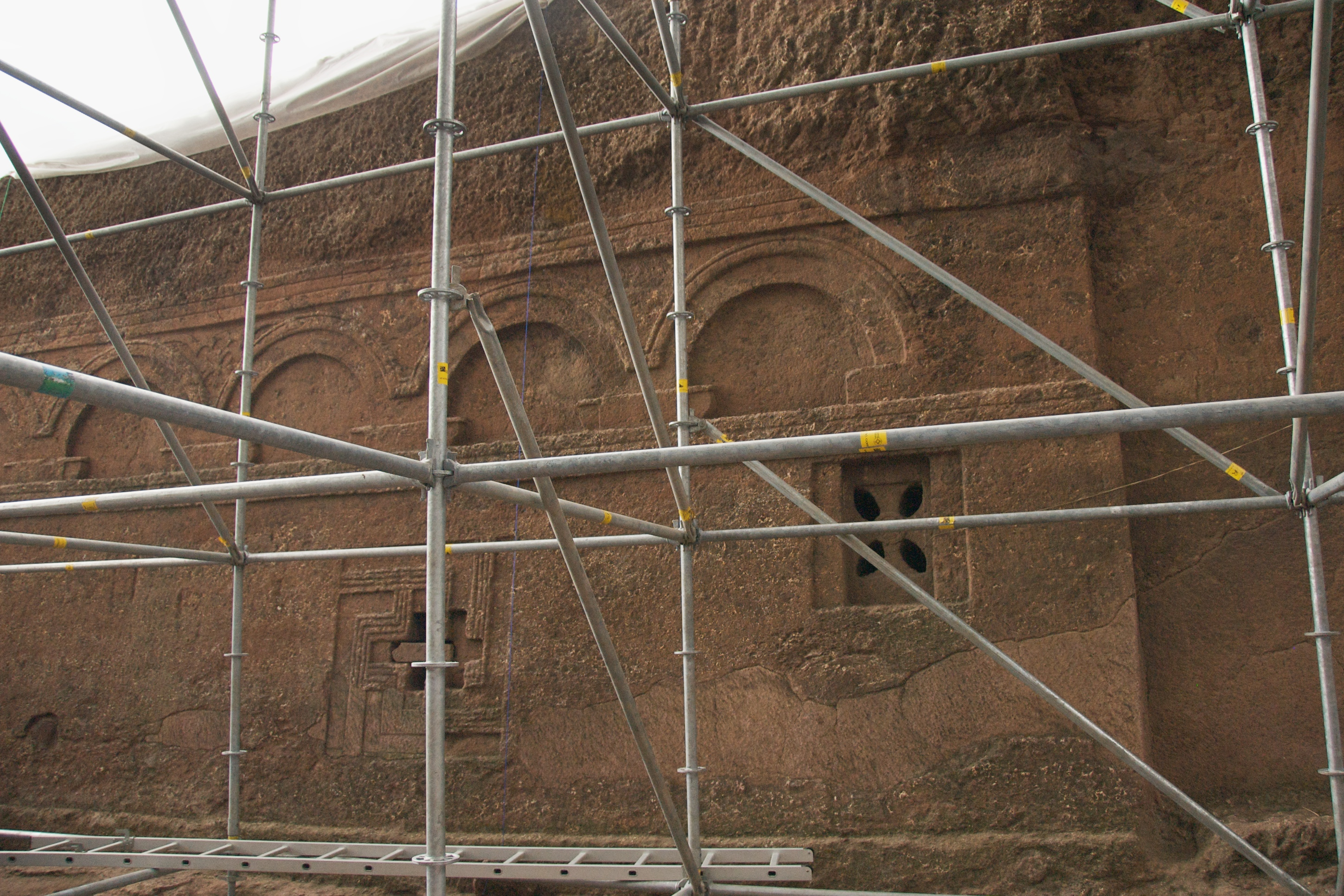
Biete Maskal
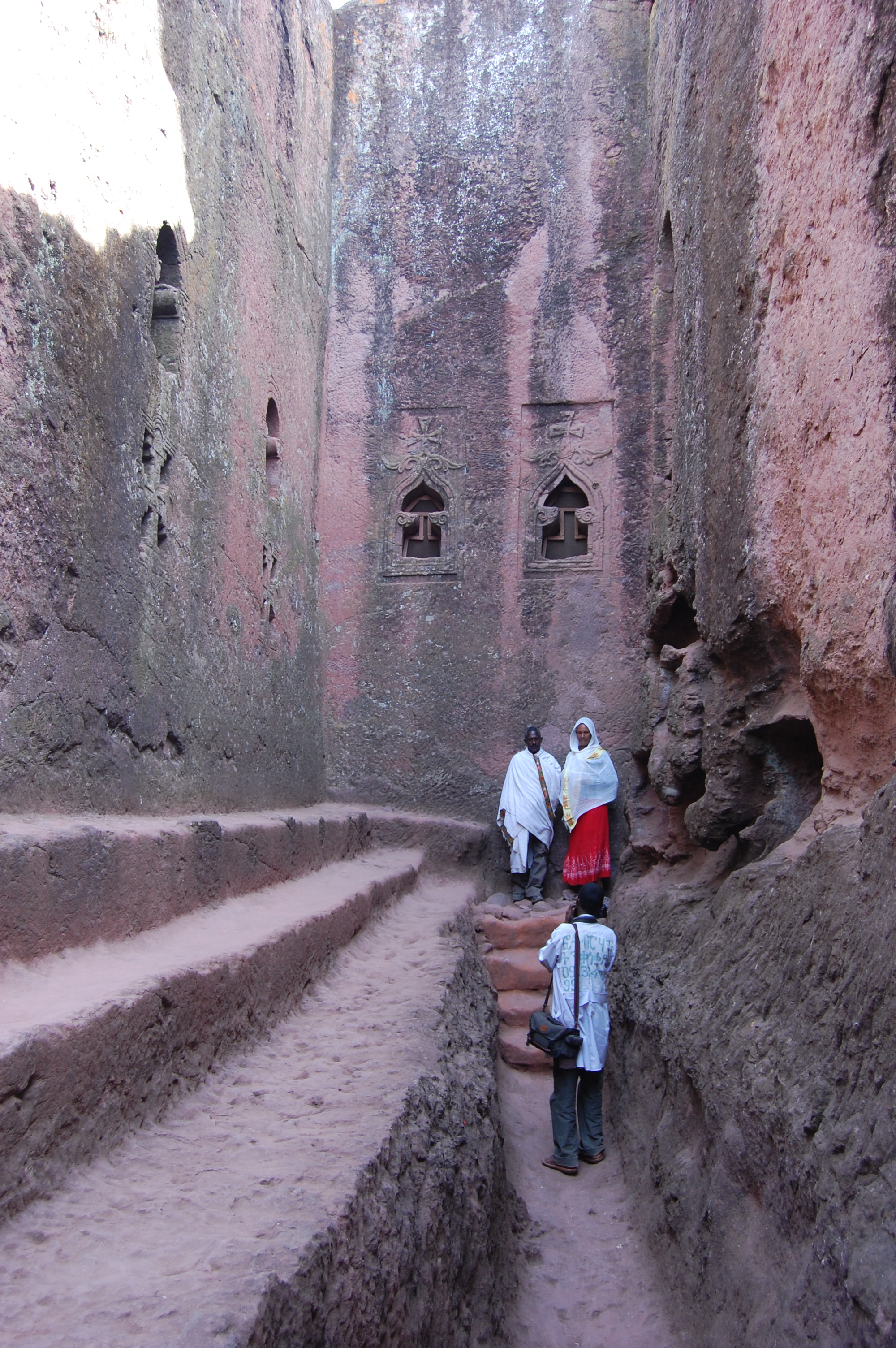
Biete Golgotha Mikael
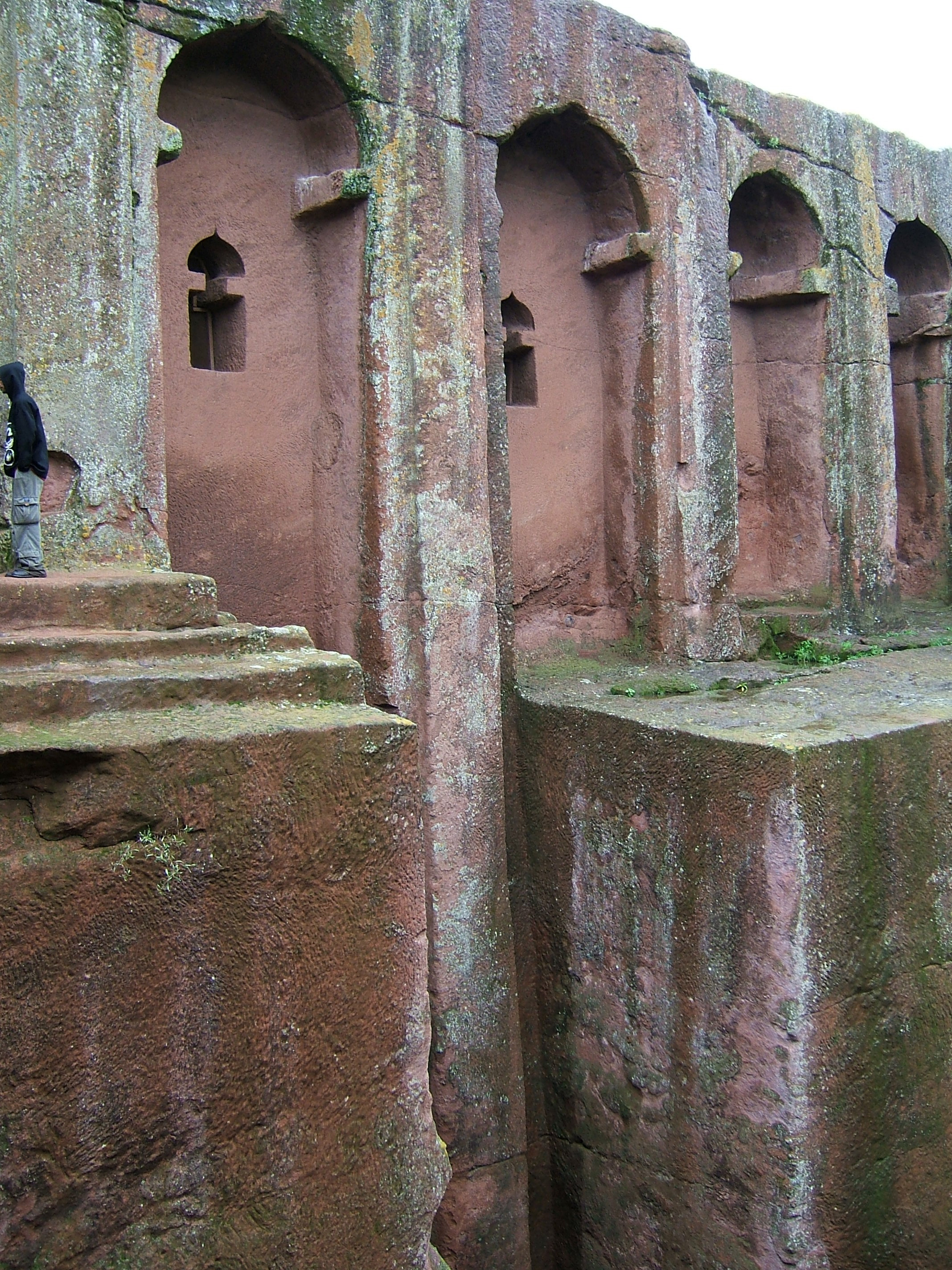
Biete Amanuel
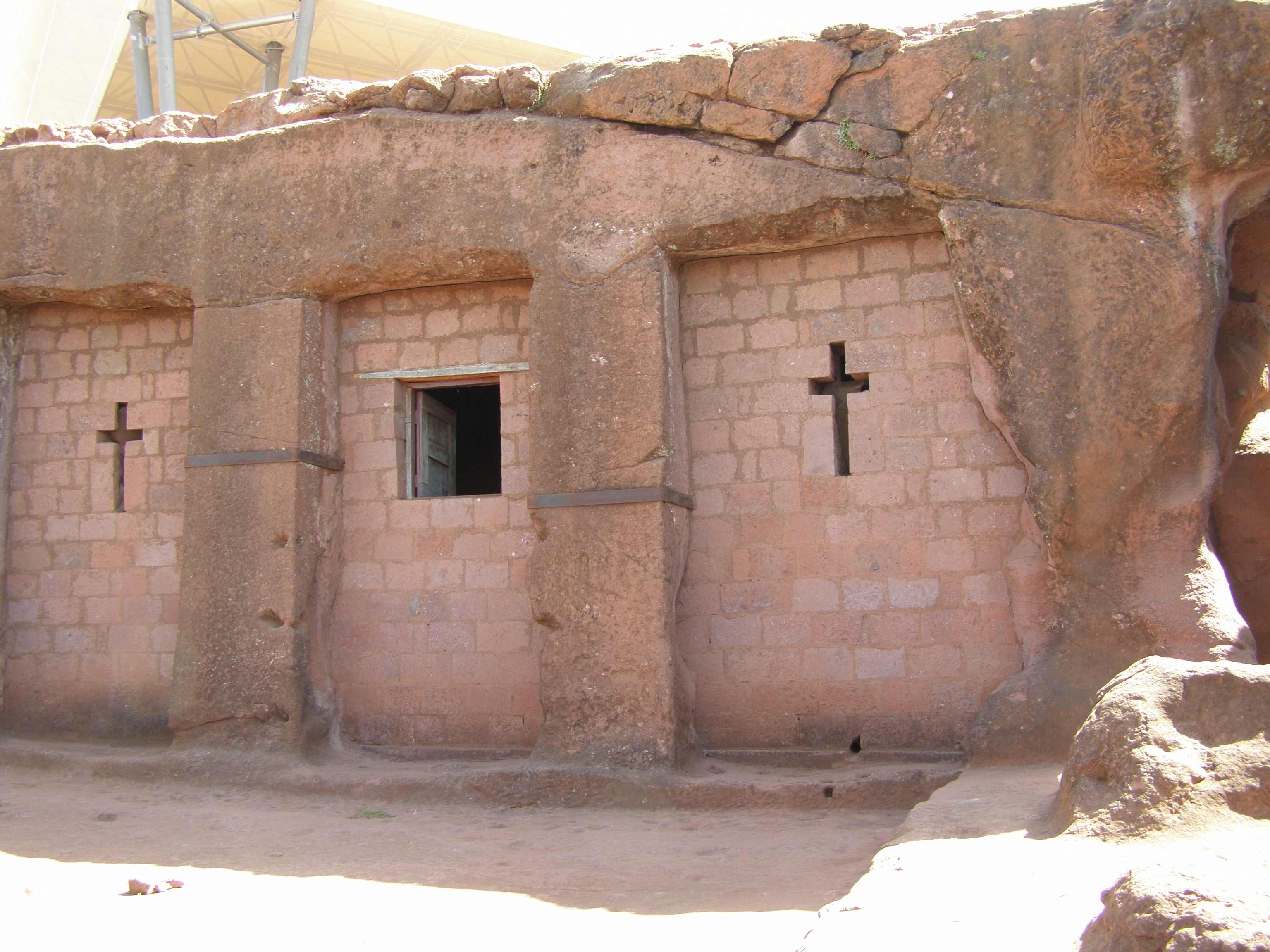
Biete Qeddus Mercoreus
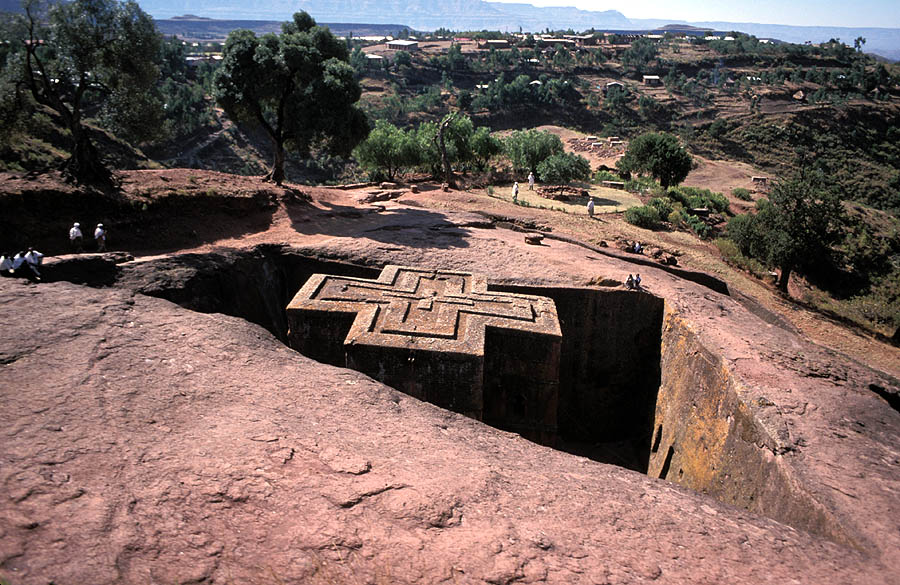
Biete Ghiorgis
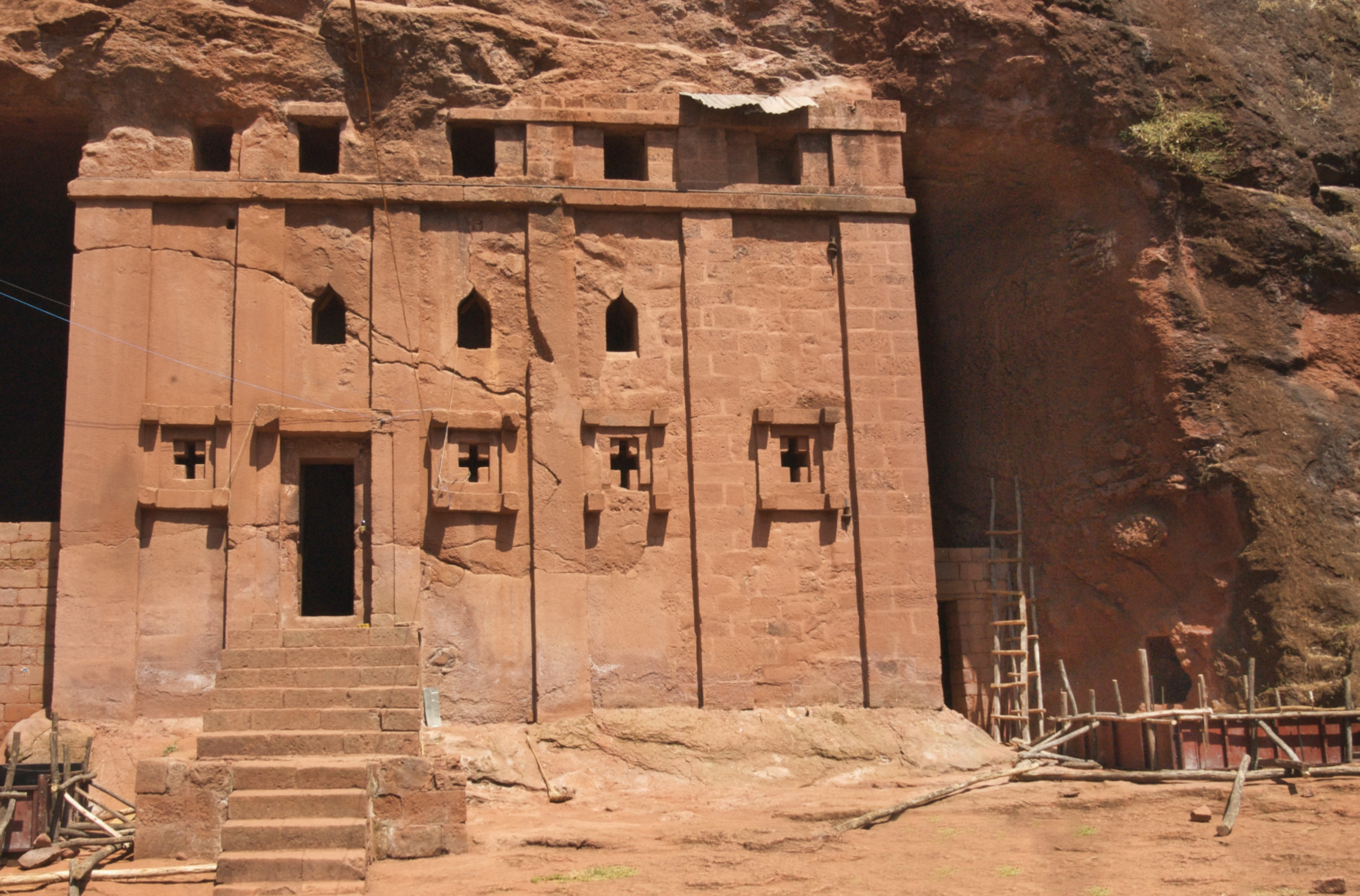
Biete Abba Libanos
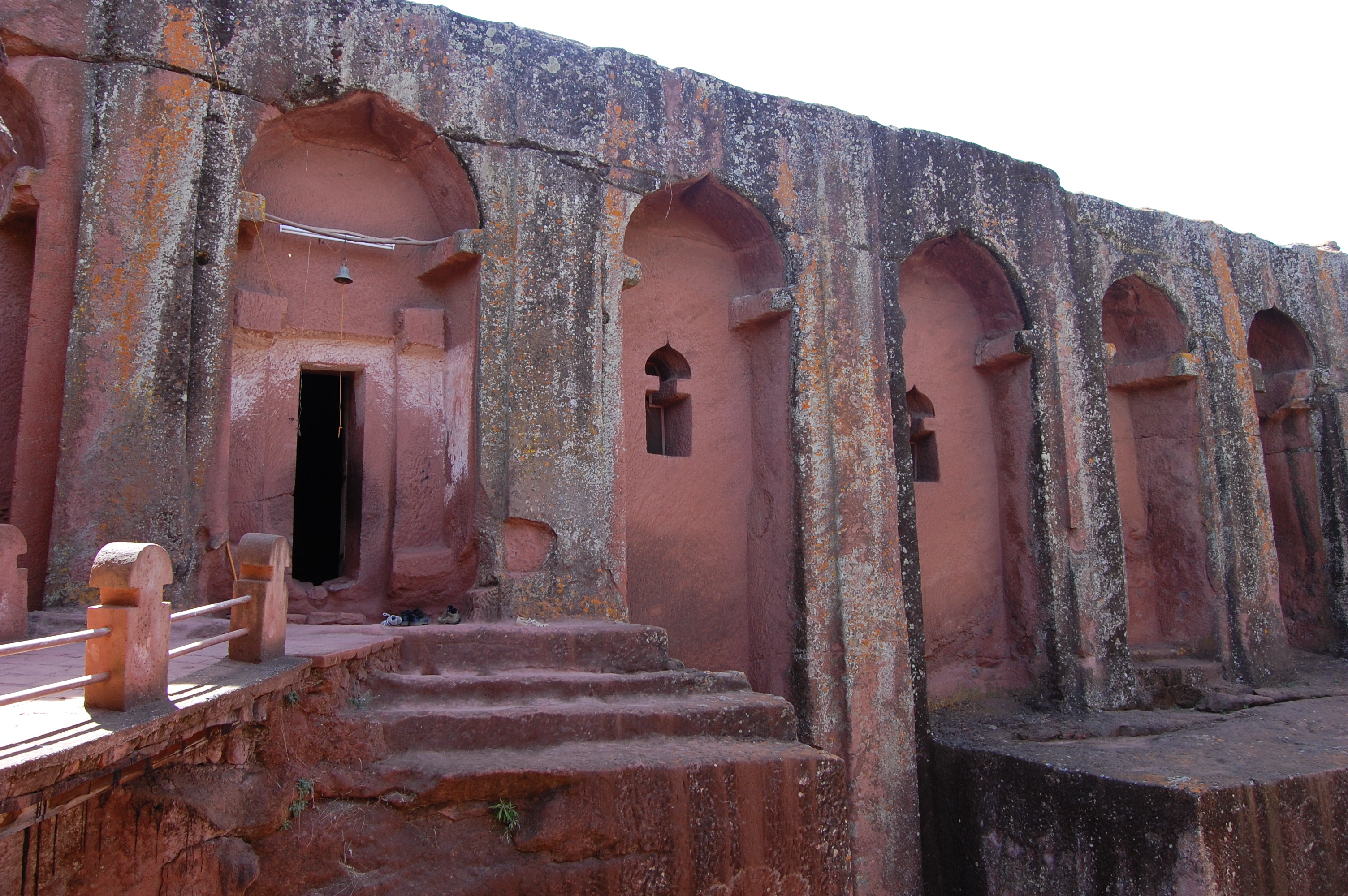
Biete Gabriel Raphael
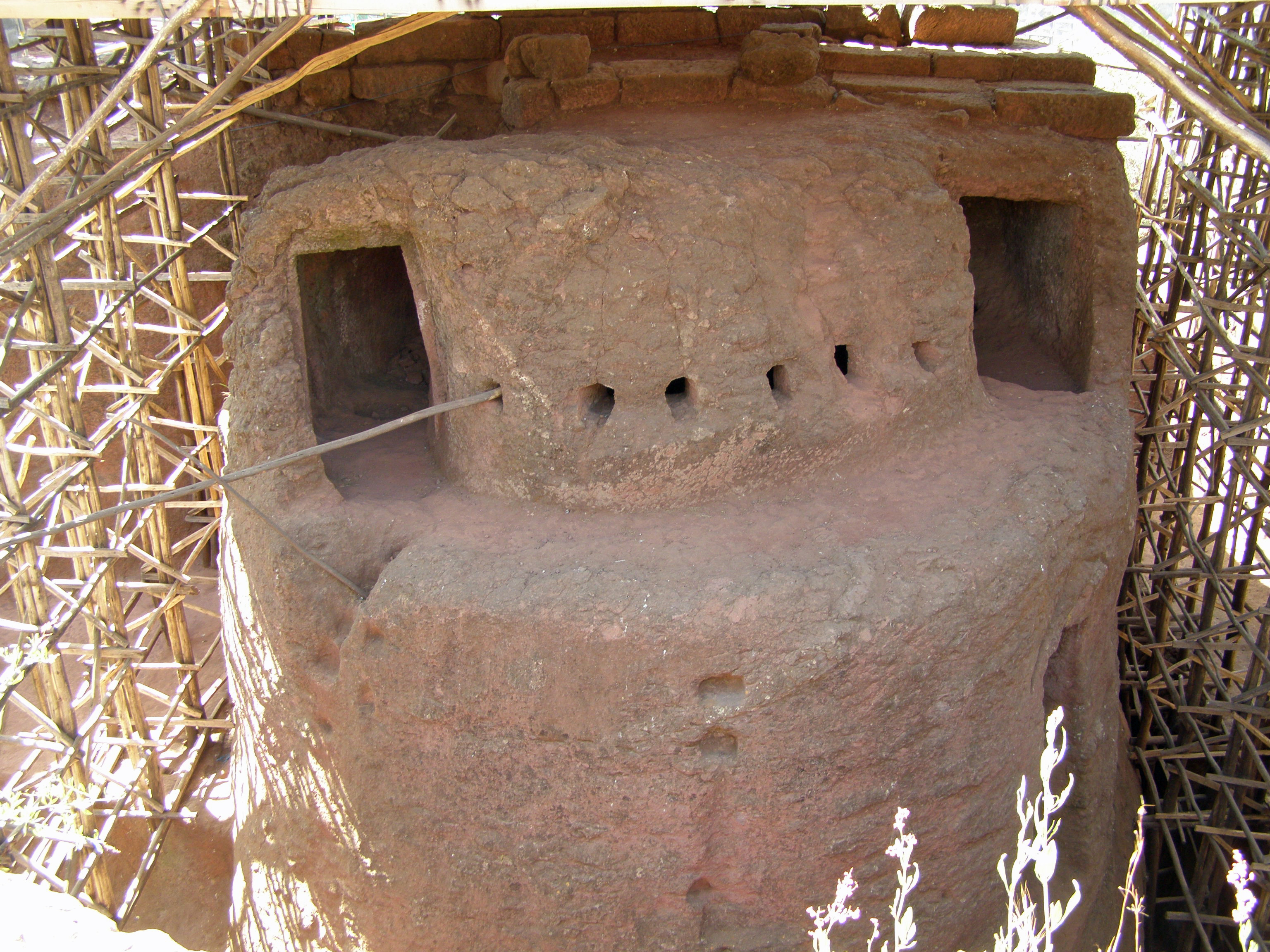
Biete Lehem
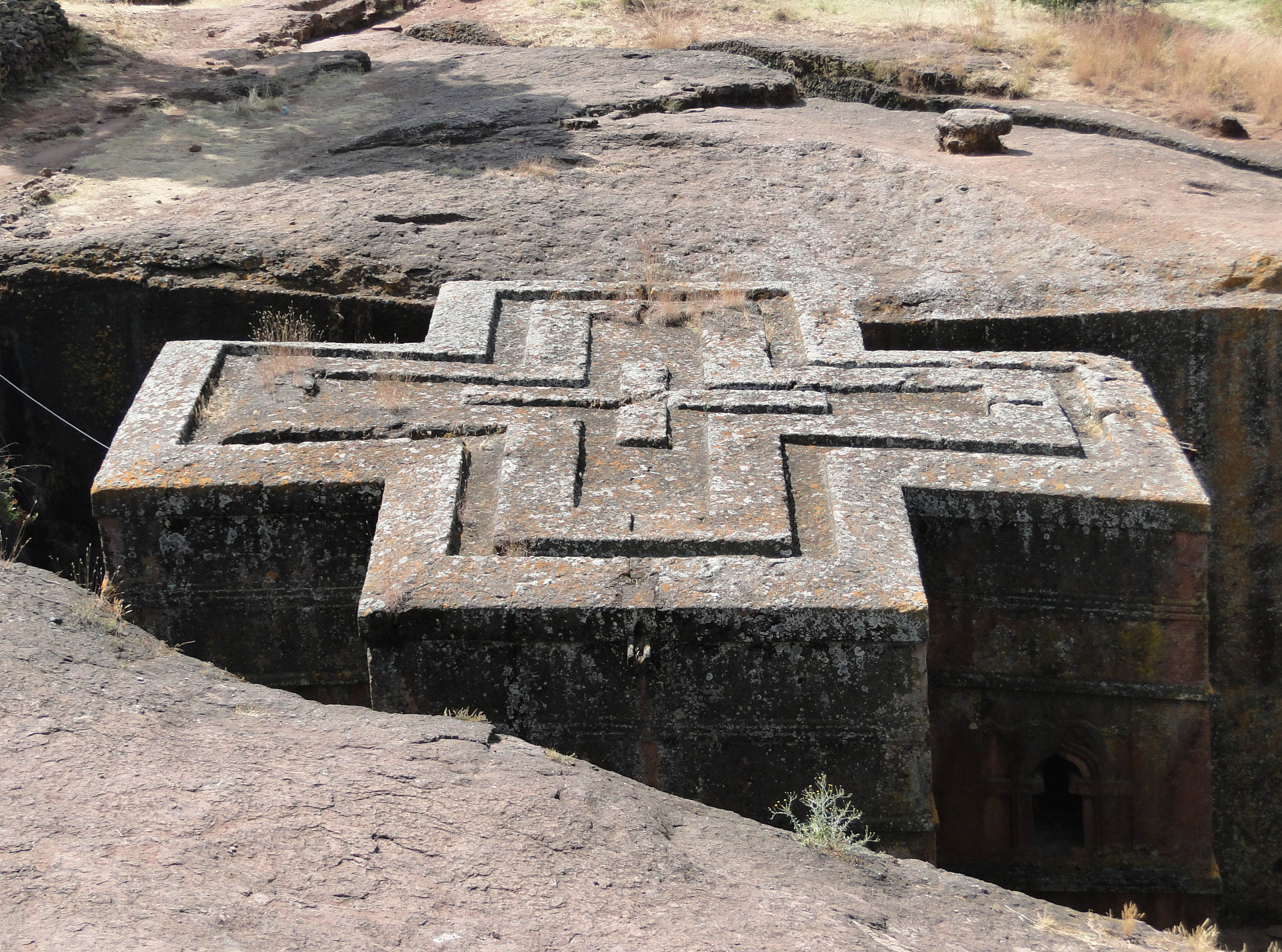
Biete Ghiorgis, widok z góry
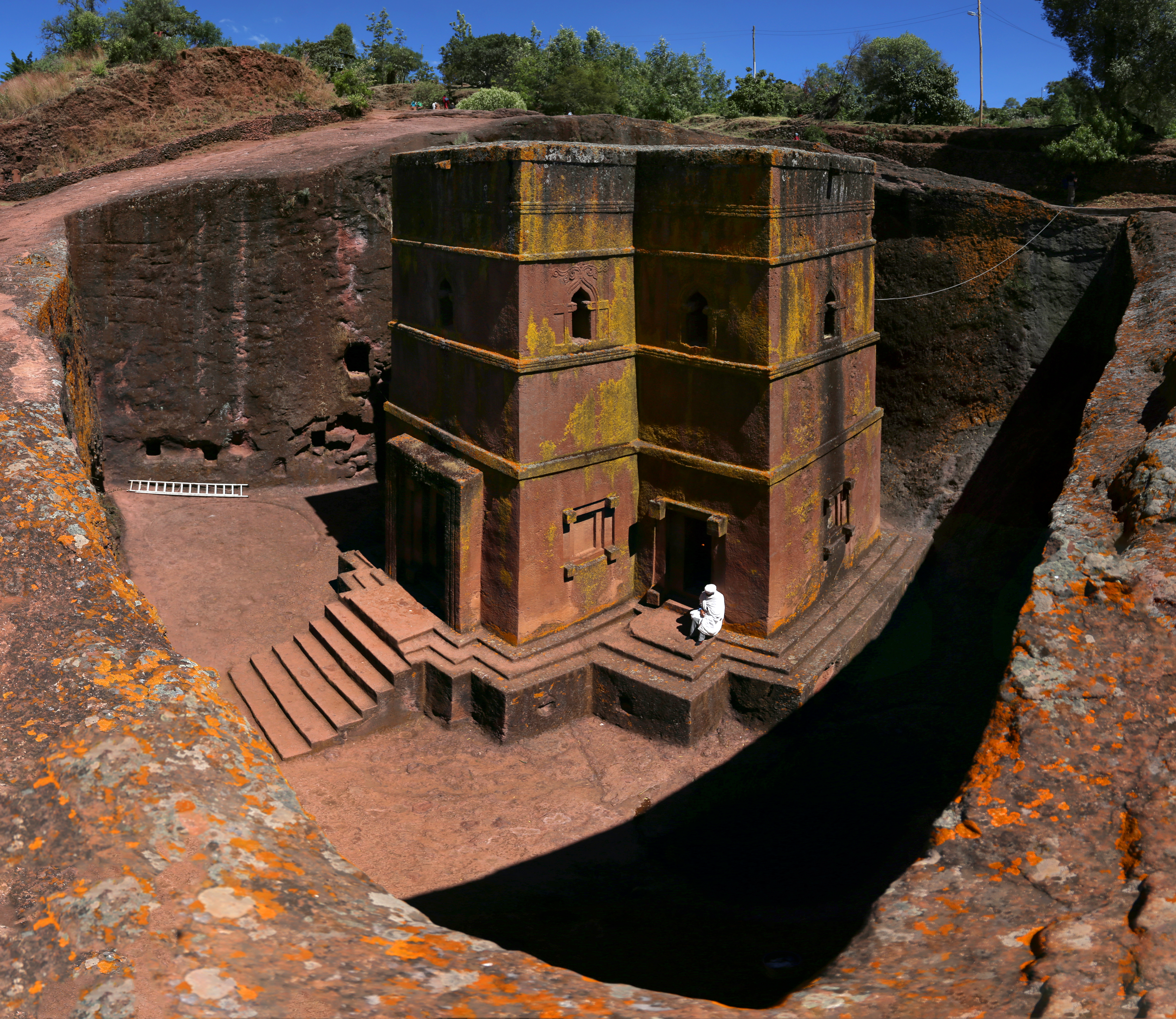
Biete Ghiorgis

## Zobacz też

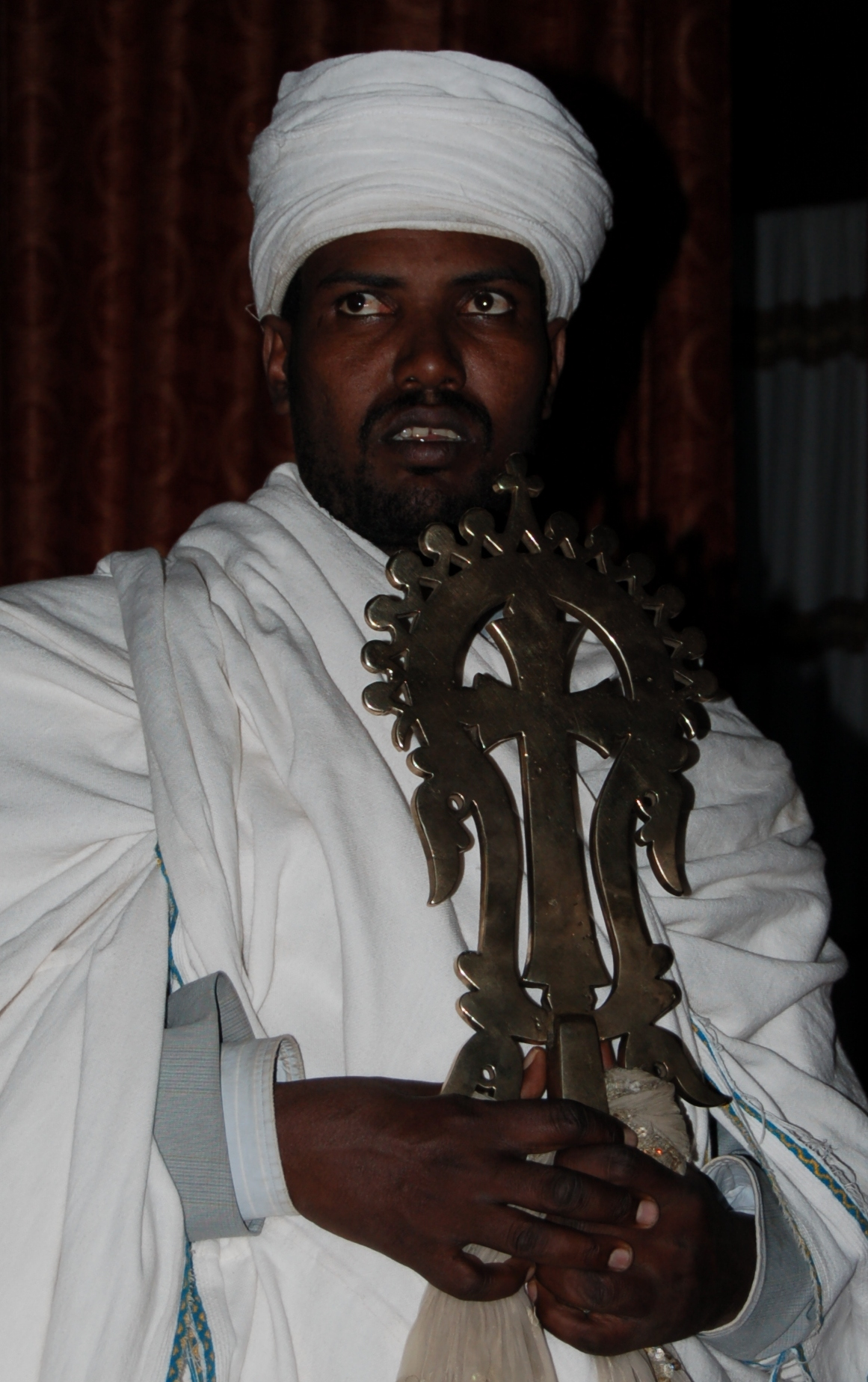
Krzyż z miasta Lalibela trzymany przez mnicha.